# بلاتينوم
بلاتينوم (بالإنجليزية: Platinum, Alaska)‏ هي مدينة تقع في ولاية ألاسكا في الولايات المتحدة. تبلغ مساحة هذه المدينة 115.8 (كم²)، وترتفع عن سطح البحر 4 م، بلغ عدد سكانها 61 نسمة في عام 2010 حسب إحصاء مكتب تعداد الولايات المتحدة.

## وصلات خارجية
- Community Information